# ATC-kod J06: Immunsera och immunglobuliner
ATC-kod J06: Immunsera och immunglobuliner är en del av klassificeringssystemet ATC (Anatomical Therapeutic Chemical Classification System) för läkemedel och vissa andra medicinska produkter. ATC utvecklas av WHO och består av alfanumeriska koder indelade i grupper utifrån anatomi, medicinsk funktion och läkemedelstyp på 5 olika kodnivåer. Denna sida utgör innehållet i en specifik grupp på nivå 2.

## J06AImmunsera

### J06AAImmunsera
J06AA01 Serum mot difteri
J06AA02 Serum mot stelkramp
J06AA03 Ormgiftserum
J06AA04 Serum mot botulism
J06AA05 Serum mot gasgangrän
J06AA06 Serum mot rabies

## J06BImmunglobuliner

### J06BA Humant, normaltimmunglobulin
J06BA01 Humant, normalt immunoglobulin för extravaskulärt bruk
J06BA02 Humant, normalt immunoglobulin för intravaskulärt bruk

### J06BB Specifikaimmunglobuliner
J06BB01 Immunglobulin mot rh-immunisering
J06BB02 Immunglobulin mot stelkramp
J06BB03 Immunglobulin mot varicella/zoster
J06BB04 Immunglobulin mot hepatit B
J06BB05 Immunglobulin mot rabies
J06BB06 Immunglobulin mot röda hund
J06BB07 Immunglobulinvaccin
J06BB08 Immunglobulin mot stafylokocker
J06BB09 Immunglobulin mot cytomegalovirus
J06BB10 Immunglobulin mot difteri
J06BB11 Immunglobulin mot hepatit A
J06BB12 Immunglobulin mot fästingburen encefalit
J06BB13 Immunglobulin mot kikhosta
J06BB14 Immunglobulin mot mässling
J06BB15 Immunglobulin mot påssjuka
J06BB16 Palivisumab
J06BB30 Kombinationer

### J06BC Andra immunoglobuliner
J06BC01 Immunglobulin M (centoxin)

### Engelska
- WHO Collaborating Centre for Drug Statistics Methodology - ATC Index
- WHO Collaborating Centre for Drug Statistics Methodology - ATCvet Index

### Svenska
- SIL online
- FASS.se - ATC
- FASS.se - Veterinär-ATC
- Sök läkemedelsfakta - Läkemedelsverket
- Socialstyrelsen : Klassifikationer
- Nationellt produktregister för läkemedel - NPL